# Пол Гонсалес
Пол Гарса Гонсалес (англ. Paul Garza Gonzales; 18 квітня 1964) — американський професійний боксер, олімпійський чемпіон 1984 року, володар Кубку Вела Баркера.

## Аматорська кар'єра
Олімпійські ігри 1984
- 1/16 фіналу. Переміг Кім Гван Сона (Південна Корея) — 5-0
- 1/8 фіналу. Переміг Вільяма Базонгу (Уганда) — 5-0
- 1/4 фіналу. Переміг Джона Ліона (Велика Британія) — 4-1
- 1/2 фіналу. Переміг Марселіно Болівар (Венесуела) — 5-0
- Фінал. Переміг без бою Сальваторе Тодіско (Італія)

## Професіональна кар'єра
На профірингу дебютував 1985 року. 20 липня 1986 року в своєму п'ятому бою здобув перемогу одностайним рішенням суддів над майбутнім багаторічним чемпіоном IBF у легшій вазі Орландо Канісалесом (США). 10 червня 1990 року вийшов вдруге проти Канісалеса на бій за титул чемпіона IBF і програв технічним нокаутом у другому раунді. Після ще двох поразок від слабких суперників завершив кар'єру.

## Розслідування
У грудні 2017 року Гонсалеса було заарештовано у підозрі в згвалтуванні. Він визнав провину, пішов на угоду зі слідством, отримав покарання у вигляді 40 місяців позбавлення волі. За даними слідства, його першою жертвою була 13-річна дівчинка, що тренувалася в його секції, друга жертва мала 14 років, вона була його племінницею.